# ۲۴۵ (میلادی)
۲۴۵ (میلادی) دویست و چهل و پنجمین سال تقویم میلادی است.

## رویدادها
تصرف چندین قلعه از ساروگوک (شیلا) توسط گوگوریو

## درگذشتگان
‎